# Aphaenogaster fallax
Aphaenogaster fallax é uma espécie de inseto do gênero Aphaenogaster, pertencente à família Formicidae.